# Райли, Франц Йозеф фон
Иоганн Франц Йозеф фон Райли (нем. Franz Johann Joseph von Reilly; 18 августа 1766 г., Вена — 6 июля 1820 г., Вена) — австрийский издатель, картограф и писатель.
Сначала работал на государственной службе, но позже посвятил себя исключительно географии. С 1789 по 1806 год издавал «Атлас пяти частей света» (Schauplatz der fünf Theile der Welt), из которых только Европа занимала 830 листов. Позже издал школьный атлас (1791-1792) и атлас всеобщей географии. С 1794 г. по 1796 г. издал первый полный австрийский атлас мира под названием «Большой немецкий атлас» (Grosser deutscher Atlas). В 1799 г. — «Генеральный почтовый атлас мира» (Allgemeine Post Atlas von der ganzen Welt) — первый атлас в мире такого плана..

## Работы
Кроме карт опубликовал также следующие работы:
- 1801 Bibliothek der Scherze (6 Bände)
- 1808 Bilder-Zeitung für Kinder (sechssprachig)
- 1809 Sinn- und Herzmann, oder Wer herrscht nun in Oesterreich?
- 1809 Catechism der neuesten Erdbeschreibung (2. Auflage 1818)
- 1810 Auf die Vermählung Napoleons und Ludovikens
- 1813 Noradin oder Feen-Helden-Ritter- und Romanen-Spiegel (2. Auflage 1814; sein schriftstellerisches Hauptwerk)
- 1813 Skizzirte Biographien der berühmtesten Feldherren Oesterreichs von Maximilian I. bis auf Franz II.
- 1816 Sinngedichte in drey Büchern (2. Auflage 1819)